# Zalužani
Zalužani so naselje v mestu Banjaluka, Bosna in Hercegovina. 

## Deli naselja
Kašljevići, Ojdanići, Torlak, Vujnovići in Zalužani.

## Prebivalstvo
| Pregled števila prebivalcev po letih | Pregled števila prebivalcev po letih | Pregled števila prebivalcev po letih | Pregled števila prebivalcev po letih | Pregled števila prebivalcev po letih | Pregled števila prebivalcev po letih |
| ------------------------------------ | ------------------------------------ | ------------------------------------ | ------------------------------------ | ------------------------------------ | ------------------------------------ |
| 1948                                 | 1953                                 | 1961                                 | 1971                                 | 1981                                 | 1991                                 |
| -                                    | -                                    | 544                                  | 396                                  | 622                                  | 561                                  |

| Narodna sestava prebivalstva po letih                                                                                      | Narodna sestava prebivalstva po letih                                                                                        | Narodna sestava prebivalstva po letih                                                                                         |
| --- | --- | --- |
| 1971 | 1981 | 1991 |
| . skupaj: 396 Hrvati 389 (98,23 %) Srbi 5 (1,26 %) Muslimani 0 (0,00 %) Jugoslovani 0 (0,00 %) drugi in neznano 2 (0,50 %) | . skupaj: 622 Hrvati 581 (93,40 %) Srbi 13 (2,09 %) Muslimani 1 (0,16 %) Jugoslovani 18 (2,89 %) drugi in neznano 9 (1,44 %) | . skupaj: 561 Hrvati 518 (92,33 %) Srbi 17 (3,03 %) Muslimani 1 (0,17 %) Jugoslovani 10 (1,78 %) drugi in neznano 15 (2,67 %) |